# Rain (előadó)
Rain (hangul: 정지훈, Csong Dzsihun, RR: Jeong Ji-hoon; 1982. június 25.) dél-koreai előadó, énekes-dalszerző, táncos, tánckoreográfus és színész. Ázsián kívül a Nindzsagyilkos című film tette ismertté. A filmnek köszönhetően ő lett az első koreai, aki MTV-díjat nyert (legjobb akcióhős kategóriában). 2006-ban, 2007-ben és 2011-ben is szerepelt a Time magazin „a világot formáló férfiak és nők” 100-as listáján. 2007-ben a People magazin beválasztotta a világ 100 legszebb embere közé. Hazáján kívül előadóként és színészként is népszerű Japánban, Kínában, Tajvanon, Vietnámban, Indonéziában, Thaiföldön és a Fülöp-szigeteken is.

## Élete és pályafutása
Visszahúzódó, zárkózott gyerek volt, aki csak azért jelentkezett egy iskolai előadásra hatodikos korában, mert senki az osztályából nem akart menni. Miután az előadáson sikert aratott táncbemutatójával, a siker arra buzdította, hogy ezzel kezdjen foglalkozni. Családja eleinte ellenezte a táncos karriert. Egyetemi felvételi vizsgája előtt nem sokkal veszítette el édesanyját.

### Előadói pályafutása
| „                                        | Elutasítottak, mert túl csúnyának tartottak. Még azt is mondták, hogy jöjjek vissza plasztikai műtét után! Az egyik meghallgatás után közölték velem, hogy bár nagyszerűen énekelek és táncolok, nem vesznek fel, mert nincs dupla szemhéjam. | ” |
| – Rain pályafutása kezdeti nehézségeiről | |   |

Pályafutását háttértáncosként kezdte Pak Csijun énekesnő csapatában, később koreográfus, majd énekes lett. Több válogatáson is részt vett, tizenkétszer utasították el, azzal az indokkal, hogy túl csúnya, illetve hogy nem elég európai a kinézete. Az elutasítások miatt nehezen indult a karrierje, volt hogy napokig nem evett, mert nem volt pénze, vagy nem tudott orvosi ellátást kérni, amikor megbetegedett, mert nem volt miből kifizetnie a kórházi számlát. A háttértáncosi pályát azért hagyta ott, mert túlságosan kötöttnek találta, ahol mások által előre koreografált táncokat kellett előadni, míg énekesként sokkal nagyobb kreatív tere van.
1998-ban, 16 évesen egy Fanclub (팬클럽) nevű, rövid életű fiúegyüttes tagja lett, akikkel két albumot adott ki, azonban az együttes nem aratott különösebb sikert.
A fordulópont a karrierjében a Pak Csinjonggal való találkozás volt, aki a menedzsere lett.
Több K-pop albumot is kiadott. Előadói neve azért lett Rain (angolul: „eső”), mert a producerei úgy vélték, nagyon szomorkás hangulatúak a táncai.

### Színészi pályafutása
Színészi karrierje a Full House című televíziós sorozattal kezdődött.

## Magánélete
A szöuli Kjonghi Egyetem posztmodernzene-szakán végzett. 2011. október 11-én vonult be katonának a Dél-Koreában kötelező sorkatonai szolgálatának megkezdéséhez. Az alapkiképzés után az előadó a jongcshoni bázison (62 km-re északra Szöultól) kezdte meg 22 hónapos szolgálatát, kiképzőasszisztensként. Beosztását a hadügyminisztérium azzal indokolta, hogy kiváló teljesítményt ért el az alapkiképzés során, ahol a legjobb lövésznek is bizonyult egyben. 2012 márciusában a hadsereg PR-nagykövetévé nevezték ki.
2013-ban megerősítette a hírt, hogy Kim Thehi színésznővel jár. 2014 júliusában Rain megkeresztelkedett és a katolikus hitet vette fel. 2017. január 19-én házasodtak össze.

## Diszkográfia
- Bad Guy (2002)
- How to Avoid the Sun (2003)
- It's Raining (2004)
- Rain's World (2006)
- Rainism (2008)
- Rain Effect (2014)

## Filmográfia
Filmek
- Cyborg vagyok, amúgy minden oké, 2006
- Speed Racer – Totál turbó, 2008
- Nindzsagyilkos, 2009
- R2B: Return to Base, 2012
- The Prince, 2014
- For Love or Money (露水红颜), 2014

Televíziós sorozatok
- The King of Disco, 2002, SBS
- Orange (오렌지), 2002, SBS
- Run Ma Ma, 2003, KBS
- Sang Doo! Let's Go to School, 2003, KBS,
- Full House, 2004, KBS
- Old Miss Diary, 2004, KBS2
- Banjun Drama, 2005, SBS - 4 részben
- A Love To Kill, 2005, KBS
- The Fugitive: Plan-B, 2010, KBS2
- My Lovely Girl, 2014, SBS
- Diamond Lover (克拉恋人), 2015, JZTV
- Toravajo adzsossi, 2016, SBS